# Matar Ndoumbé Diop
Pour les articles homonymes, voir Diop.
Matar Ndoumbé Diop, né à Warack Ndiatar (aujourd'hui région de Louga, Sénégal) en 1701 et mort à Koki dans la même région en 1754, est un érudit musulman wolof, fondateur du village de Koki, dans le Ndiambour au nord-est du royaume du Cayor, et de son daara, l'une des plus anciennes écoles coraniques du pays.

## Enfance et formation
Matar Ndoumbé Diop naît en 1701 à Warack Ndiatar, dans le Ndiambour, au sein d'une famille qui y est installée depuis cinq générations.
Probablement dans les années 1725, il étudie la jurisprudence islamique (fikh) – en particulier deux recueils de préceptes, la Risāla d'Ibn Abî Zayd Al-Qayrawânî et le Mukhtasar de Khalîl –, à l'université de Pire Saniakhor, qui contribua aussi à former les premiers lettrés arabisants de la sous-région, tels que Malick Sy, Abdoul Kader Kane, Oumar Tall ou Maba Diakhou Bâ. Il part ensuite dans le Fouta où il devient le disciple de Massamba Thiam. Il se rend ensuite au Gannar, c'est-à-dire en Mauritanie, où il séjourne dix ans. Il y étudie la grammaire arabe (nahw) qu'il sera le premier à introduire au Ndiambour.

## Fondation du daara de Koki
En recoupant différentes sources, l'historien Jean Boulègue estime que c'est entre 1725 et 1733 que Matar Ndoumbe Diop fonde le village de Koki au Cayor, après un premier essai infructueux dans le Baol. 
Il y installe une école coranique (daara), dont le rayonnement ne cesse de croître, au point qu'on parle quelquefois de l'« université de Koki ». Elle forme des générations de religieux et de théologiens, dont certains sont devenus des sommités scientifiques.

## Postérité
Matar Ndoumbé appartient à une famille versée en sciences islamiques depuis plusieurs générations. Il eut dix enfants (cinq filles et cinq garçons) : Madou Fa Khoudia, Massamba Fa Khoudia, Ngoura Fa Khoudia, Balla Fa Khoudia, Faty Fa Khoudia, Medoune Penda Bouya, Anta Dické, Asta Sassoum, Aminta Sassoum et Binta Sassoum Diop et une nombreuse descendance. Parmi eux, on trouve plusieurs grandes figures des études arabo-islamiques tel que l'actuel Khalife général des mourides, serigne Mountakha Mbacké dont la grand-mère paternelle Faty Medou Mame Diop , petite fille de Ndiaga Isse Dièye Diop, a quitté Koki pour Touba après son mariage avec le chef spirituel Ahmadou Bamba Mbacké.  L'aîné des descendants de Matar Ndoumbé exerce la fonction de serigne Koki (chef traditionnel) de la commune de Koki. 
À partir de 1999, une ziarra est organisée chaque année à Koki en mémoire de Matar Ndoumbé Diop.

### Sources audiovisuelles
2sTV, la deuxième chaîne de télévision sénégalaise, a consacré plusieurs émissions à Matar Ndoumbé Diop :
- Demb Matar Ndoumbé Diop, avec le griot Babacar Samb, 2sTV Sénégal, 22 avril 2012
- Demb Matar Ndoumbé Diop, avec le griot Matar Samb, 2sTV Sénégal, 26 mai 2012